# Pohlia betulina
Pohlia betulina är en bladmossart som beskrevs av Warnstorf 1913. Pohlia betulina ingår i släktet nickmossor, och familjen Bryaceae. Inga underarter finns listade i Catalogue of Life.